# 1833 a vasúti közlekedésben
Ez a szócikk a 1833-ban történt vasúti eseményeket mutatja be.

## Események a világban

### Április
- Április 22. - Meghalt Richard Trevithick feltaláló és mozdonyépítő.

### Június
- Június 6. - Andrew Jackson vonattal utazik a Baltimore and Ohio Railroad társasággal. Az első amerikai elnök, ki a hivatali idejében vonattal utazik.

### November
- November 8. - Vasúti baleset New Jerseyben, az első vasúti baleset, ahol utasok is meghaltak.

### December
- December 6. - megszületett Thaddeus C. Pound, a Chippewa Falls and Western Railway és a St. Paul Eastern Grand Trunk Railway elnöke.